# Bäuert
Eine Bäuert oder schweizerdeutsch Püürt (von althochdeutsch gibūrida «Gegend, Provinz», eine Abstraktbildung zu althochdeutsch gibūr «Stammesgenosse, Dorfgenosse, Bauer») ist eine öffentlich-rechtlich oder privatrechtlich organisierte Körperschaft im Berner Oberland. Der Begriff war bis in die jüngere Vergangenheit auch in Teilen des Kantons Graubünden bekannt, wo man heute aber gewöhnlich von Fraktion spricht.

## Geschichte
Die Bäuerten gehen auf die mittelalterlichen bäuerlichen Güter- und Nutzungsgemeinden zurück. Sie gründen damit in den vorneuzeitlichen Versammlungen der Bauern, an denen die Nutzung ihrer gemeinsamen Güter (Wälder, Alpen, Allmenden etc.) geregelt wurde. Funktionsmässig ähneln sie den innerschweizerischen und Glarner Korporationsgemeinden, den Fraktionsgemeinden der bündnerischen Landschaft Davos sowie den ehemaligen Zivilgemeinden im Kanton Zürich, historisch gesehen überdies den alten Bürgergemeinden der Eidgenossenschaft oder den Nachbarschaften des alten Freistaates der Drei Bünde. Von den modernen Einwohnergemeinden sind sie hingegen klar zu unterscheiden.

## Rechtsform
Der Begriff der Bäuert lässt sich im Kanton Bern heute keiner bestimmten Rechtsform zuordnen. Es kann sich bei einer Bäuert um eine Unterabteilung einer Einwohnergemeinde gemäss Art. 123 des Berner Gemeindegesetzes oder um eine burgerliche Korporation gemäss Art. 117 des Gemeindegesetzes, aber auch um eine Realgesellschaft nach Art. 20 des Berner Einführungsgesetzes zum Schweizerischen Zivilgesetzbuch oder um einen Verein gemäss Art. 60ff des Schweizerischen Zivilgesetzbuches handeln. Erstere beide sind damit Körperschaften des öffentlichen kantonalen Rechts, der dritte Typus ist eine Körperschaft des kantonalen Privatrechts (mit Koppelung der Mitgliedschaft an einen bestimmten Grundbesitz), und der letztgenannte ist eine Körperschaft des bundesrechtlichen Privatrechts. Die Qualifikation als öffentlich-rechtliche burgerliche Korporation oder als juristische Person gemäss Zivilgesetzbuch «dürfte teilweise auf historischen Zufälligkeiten beruhen; die Zuordnung einzelner Körperschaften zur einen oder andern Kategorie ist heute kaum mehr nachvollziehbar.» Desgleichen «weisen» die gemeinderechtlichen Körperschaften (Unterabteilungen der Einwohnergemeinden) namens Bäuert und die als Nutzungskörperschaften ausgestatteten burgerlichen Bäuerten «wenig Gemeinsamkeiten auf».
Von den heute noch 15 Unterabteilungen von Einwohnergemeinden nennen sich acht Bäuerten, und von den derzeit 74 burgerlichen Korporationen werden 22 als Bäuerten bezeichnet (Stand 2013). Über die privatrechtlichen Bäuerten sind keine Zahlen bekannt. Es handelt sich bei Letzteren teilweise um frühere öffentlich-rechtliche Körperschaften, die jedoch die Vorgaben des Gemeindegesetzes nicht mehr erfüllen konnten und sich deshalb in Vereine umwandelten, aus Gründen der Tradition aber am Begriff Bäuert festhielten.
Im Kanton Graubünden haben die früheren Bäuerten beziehungsweise heutigen Fraktionen ihr Dasein als rechtsrelevante Körperschaften spätestens im Rahmen der aktuellen Gemeindefusionen und der 2009 in Kraft getretenen Revision des Gemeindegesetzes verloren. Eine Ausnahme bildet die einzige verbliebene Fraktionsgemeinde der Landschaft Davos.

## Aufgaben
Der Aufgabenbereich der heutigen Berner Bäuerten ist sehr unterschiedlich. Einige erfüllen gewisse dauernde Gemeindeaufgaben, beispielsweise den Unterhalt der Schul- und anderer gemeindeeigener Liegenschaften, den Strassenunterhalt, den Winterdienst und/oder die Wasser- und Energieversorgung. Andere Bäuerten hingegen verwalten und bewirtschaften in erster Linie ihren Land- und Waldbesitz.